# Campagna elettorale

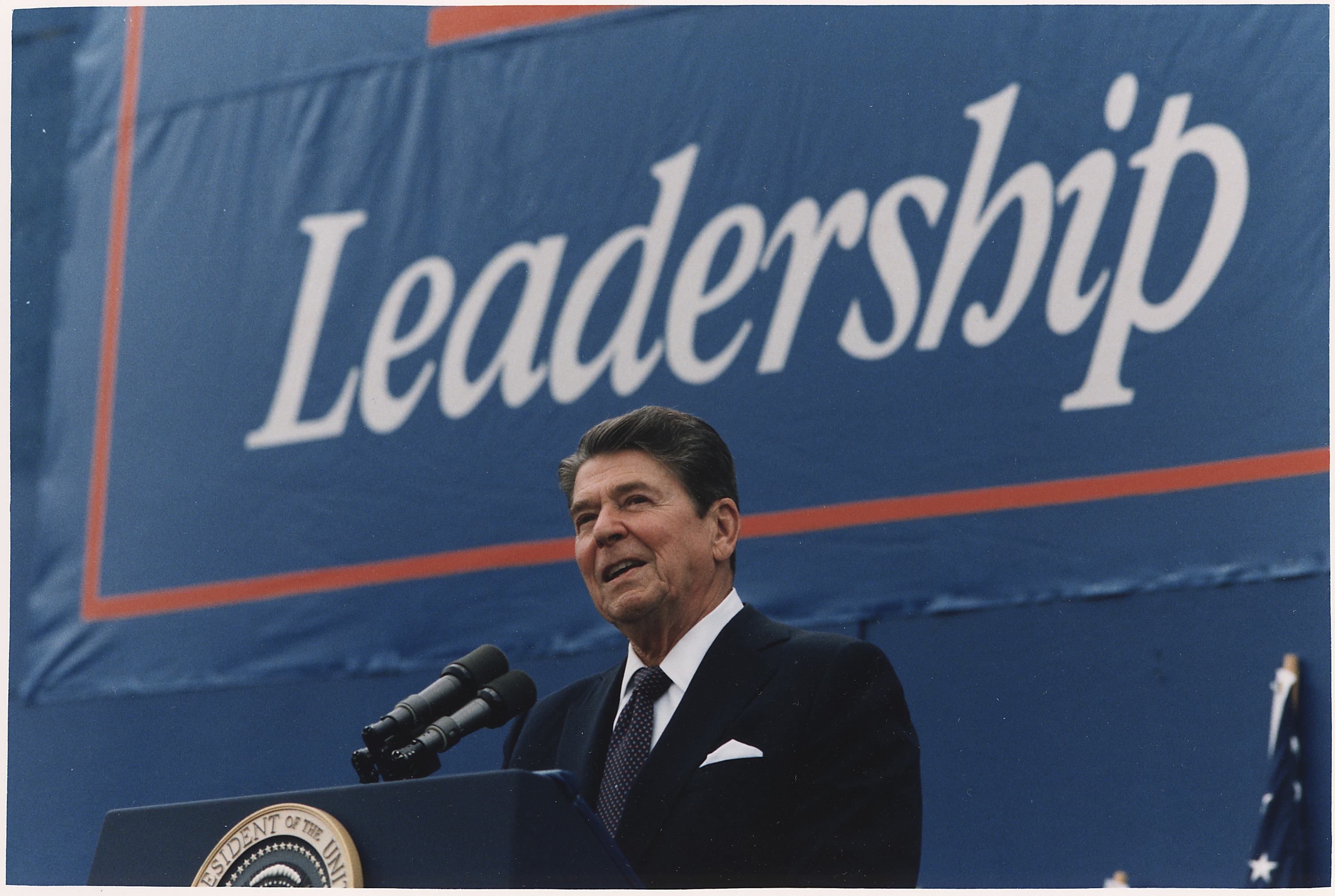
Il Presidente degli Stati Uniti d'America Ronald Reagan tiene un discorso elettorale per la rielezione nel 1984 ad Austin, Texas

La campagna elettorale è l'insieme delle attività di propaganda politica svolte da partiti politici, movimenti e liste civiche in favore dei propri candidati ad una qualsiasi carica elettiva, volte a conquistare la fiducia degli elettori e convincerli a concedergli il proprio voto, tipicamente attraverso promesse elettorali.

## Etimologia
Il termine è mutuato dalla strategia militare seicentesca, dove il monarca andava à la campagne quando ordinava una spedizione militare destinata a marciare fuori delle mura cittadine, per ambiti prevalentemente rurali. Per metonimia, il termine - dall'insieme delle attività condotte da una forza armata su di un determinato teatro di operazioni - è passato ad indicare qualsiasi mobilitazione volta a conseguire pubblico supporto verso uno scopo determinato (civil society campaign), compreso quello politico che, in democrazia, passa per le elezioni.

## Strumenti
Gli strumenti attraverso cui l'attività di propaganda può essere svolta sono i comizi, la partecipazione a trasmissioni televisive, la diffusione di contenuti tramite altri media (ad es. social media), l'affissione di manifesti, la consegna di gadget e volantini ecc.
Gli strumenti di monitoraggio e manipolazione delle masse sono invece rappresentati dai sondaggi elettorali e dai big data.

## Disciplina normativa
Col termine si indica anche il periodo immediatamente precedente le elezioni: la campagna elettorale inizia ufficialmente trenta giorni prima del voto e si conclude alla mezzanotte del penultimo giorno precedente al primo giorno in cui si vota, con l'entrata in vigore del silenzio elettorale, volto a concedere agli elettori un giorno per riflettere e prendere la propria decisione.

### Italia
La campagna elettorale è disciplinata da diverse leggi:
- n.212 del 4 aprile 1956
- n.515 del 10 dicembre 1993
- n.28 del 22 febbraio 2000